# Lionsgate
Lionsgate, cuya razón social es Lions Gate Entertainment Corporation, es una compañía de producción cinematográfica canadiense-estadounidense fundada en Vancouver, Columbia Británica, Canadá. Desde 2007 tiene su sede en Vancouver y Santa Mónica, California, Estados Unidos y es posiblemente la compañía independiente de distribución de cine y televisión con más éxito en Norteamérica. Es la casa distribuidora de 3 de las sagas literarias más populares entre los jóvenes, siendo Crepúsculo: La saga, Los juegos del hambre y Divergente. Logró grandes éxitos entre 2008 y 2015 con las primeras dos sagas y éxitos medianos con la tercera.

## Historia

### Historia temprana
Lionsgate fue creada en 1997 por Frank Giustra con una inversión de 16 millones de dólares que incluía otros 40 millones de otros inversores entre los que se encontraban Keyur Patel y ejecutivos de Yorkton Securities como G. Scott Paterson. Giustra se había retirado recientemente como director general de Yorkton, un banco de inversión, y Paterson era entonces presidente. Giustra fusionó entonces Lionsgate con Beringer Gold Corp. (fundada en 1986), que cotizaba en la Bolsa de Toronto, para sacar la empresa a bolsa. Los activos mineros de Beringer se vendieron pronto.
Giustra le puso a la empresa el nombre del puente más característico de la ciudad de Vancouver, Lions Gate Bridge. El término "Lionsgate" refleja los Leones, un par de picos de montaña al norte de Vancouver.

### Adquisiciones
Lionsgate inició entonces una serie de adquisiciones para entrar en la industria cinematográfica. La empresa compró una serie de pequeñas instalaciones de producción y distribuidoras, empezando por Cinépix Film Properties, con sede en Montreal (rebautizada como Lions Gate Films) y North Shore Studios (rebautizados como Lions Gate Studios) en Vancouver, Columbia Británica. Lionsgate adquirió Mandalay Television a Peter Guber a cambio de una participación del 4% de Lionsgate. En 1998, Lionsgate ayudó a Guber a formar Mandalay Pictures con una inversión del 45% en Mandalay. Lionsgate siguió con la compra en junio de International Movie Group, Inc. (IMG), una distribuidora de películas en quiebra en la que habían invertido previamente Guber y Yorktown Securities, para su biblioteca de películas. El director general de IMG, Peter Strauss, fue nombrado presidente de Lions Gate Entertainment, Inc. (LGE), la empresa matriz estadounidense de los intereses de Lionsgate en EE. UU.. También se creó la filial Lions Gate Media para producir para televisión.
Al finalizar su primer año de funcionamiento, Lionsgate obtuvo unos ingresos de 42,2 millones de dólares con unas pérdidas de 397.000 dólares. El precio de las acciones de la empresa cayó a un mínimo de 1,40 dólares. Esto limitó la capacidad de la corporación para realizar adquisiciones mediante intercambios de acciones. En su lugar, Lionsgate realizó su siguiente adquisición de Termite Art Productions, una productora de televisión basada en la realidad, por 2,75 millones de dólares mediante la emisión de tres pagarés convertibles. Giustra hizo que los accionistas votaran a favor de trasladar la cotización pública de la empresa de la Bolsa de Toronto a la Bolsa de Estados Unidos, junto con una consolidación de acciones de dos por uno para poder optar a ella, con el fin de lograr una mayor exposición que pudiera impulsar el valor de las acciones.
La empresa no tiene ninguna relación con el ya desaparecido estudio Lions Gate con sede en Los Ángeles - la empresa de producción que controlaba el cineasta Robert Altman en los años 1970, y que también había sido llamada Lions Gate, en honor del mismo puente en Vancouver, donde Altman rodó en 1969 "That Cold Day in the Park".
En enero de 1999, Roman Doroniuk fue nombrado presidente y director de operaciones de Lionsgate, lo que llevó a que las operaciones financieras de la corporación se trasladaran en abril a las oficinas de Doroniuk en Toronto, Ontario, mientras que la sede corporativa permaneció en Vancouver. Lionsgate creó la empresa estadounidense Avalanche Films y adquirió la mitad de Sterling Home Entertainment, ambas en el ámbito de la venta de vídeos. Una vez más, Lionsgate registró pérdidas en su segundo año de 9,3 millones de dólares sobre unos ingresos de 78,3 millones, con la mayor parte de las pérdidas procedentes de su participación en Mandalay Pictures. Así, en el verano, Lionsgate puso en venta sus estudios sin que hubiera compradores. Las operaciones televisivas se decantaron por las series de una hora de duración fuera de la red en lugar de los programas más arriesgados de la red y puso fin a su relación con Mandalay Television. La corporación buscó más capital y efectivo con la presentación de un prospecto preliminar para la venta de acciones preferentes y warrants de acciones comunes y una línea de crédito de 13,4 millones de dólares.
En 2005, Lions Gate Entertainment anunció que habían vendido sus derechos de distribución canadienses a la compañía Maple Pictures, fundada y en copropiedad de dos anteriores ejecutivos de Lionsgate, Brad Pelman y Laurie May.
Su primer éxito de taquilla importante fue American Psycho en el 2000, que comenzó una tendencia a seguir en las siguientes películas que producían y distribuían, caracterizadas por ser demasiado polémicas para los estudios americanos principales y el último gran éxito tenido en taquilla fue Los juegos del hambre, película basada en el libro de este nombre de la escritora Suzanne Collins, recaudando en total 690 millones de dólares (la mayor cantidad ganada hasta ahora por una película de esta empresa), dando inicio a la saga de cuatro partes que también estarán basadas en la trilogía de libros escrito por Suzanne: Los juegos del hambre, En llamas y el desenlace de estos dos, Sinsajo. En llamas fue estrenada en noviembre de 2013 y Sinsajo fue dividida en dos partes estrenadas en los años 2014 y 2015. Otras películas destacadas son Affliction, Dioses y monstruos, Dogma, Saw y el documental Fahrenheit 9/11 de Michael Moore. 
Lionsgate (ahora se denomina comercialmente como una sola palabra, aunque el nombre oficial de la compañía sigue siendo dos palabras, Lions Gate), junto con MGM y Paramount Pictures/Viacom, es copropietaria de Epix, un nuevo canal de televisión de películas de pago que comenzó a emitir el 30 de octubre de 2009 a través de Verizon FiOS por los sistemas de IPTV, rivalizando con los canales de TV HBO y Showtime. 
Lionsgate ha creado una nueva compañía de películas familiares, "Lions Gate family Entertainment". La primera película realizada bajo esta nueva etiqueta fue Alpha and Omega. Lions Gate Family también realiza películas de los géneros acción y animación.
En 2009, Lionsgate junto con Sony Pictures Entertainment, Warner Bros., Paramount Pictures, y Metro-Goldwyn-Mayer, firmaron un acuerdo con Hulu (propiedad de News Corporation, NBC Universal/General Electric y Walt Disney Company) sobre sus películas y programas de televisión. Lionsgate también anunció que comenzarían la producción de álbumes de música, a partir del año 2011.

## Películas más taquilleras
Las películas de Lionsgate que más dinero  han recaudado en  el mundo son:
| N.º | Título                                                         | Recaudación (US$) | Año  | Ref    |
| --- | -------------------------------------------------------------- | ----------------- | ---- | ------ |
| 1   | Los juegos del hambre: en llamas                               | $865 011 746      | 2013 | [ 11 ] |
| 2   | The Twilight Saga: Breaking Dawn - Part 2                      | $848 853 382      | 2012 | [ 12 ] |
| 3   | Los juegos del hambre: sinsajo - Parte 1                       | $755 356 711      | 2014 | [ 13 ] |
| 4   | Los juegos del hambre                                          | $694 394 724      | 2012 | [ 14 ] |
| 5   | Los juegos del hambre: sinsajo - Parte 2                       | $653 428 261      | 2015 | [ 15 ] |
| 6   | La La Land                                                     | $471 227 161      | 2016 | [ 16 ] |
| 7   | John Wick: Chapter 4                                           | $440 157 235      | 2023 | [ 17 ] |
| 8   | Los Ilusionistas                                               | $351 723 989      | 2013 | [ 18 ] |
| 9   | Los juegos del hambre: balada de pájaros cantores y serpientes | $337 371 917      | 2023 | [ 19 ] |
| 10  | Los Ilusionistas 2                                             | $334 897 606      | 2016 | [ 20 ] |